# Liste der Einträge im National Register of Historic Places im Henry County (Tennessee)

Lage des Henry Countys in Tennessee

Die Liste der Einträge im National Register of Historic Places im Henry County in Tennessee führt die Bauwerke und historischen Stätten im Henry County auf, die in das National Register of Historic Places aufgenommen wurden.

## Derzeitige Einträge
| [ 2 ] | Name                                | Bild                               | Eintragsdatum        | Lage | Ort         | Beschreibung |
| ----- | ----------------------------------- | ---------------------------------- | -------------------- | --- | ----------- | ------------ |
| 1     | Barrs Chapel C.M.E. Church          |                                    | 2005 ID-Nr. 05001335 | 5560 Briarpatch Lake Road 36° 18′ 19″ N, 88° 29′ 11″ W | Como        |              |
| 2     | H.L. Bruce House                    |                                    | 1988 ID-Nr. 88001431 | 202 South Poplar Street 36° 18′ 4″ N, 88° 19′ 32″ W | Paris       |              |
| 3     | E.W. Grove Henry County High School |                                    | 1980 ID-Nr. 80003835 | Grove Boulevard 36° 17′ 34″ N, 88° 19′ 45″ W | Paris       |              |
| 4     | John L. Hagler House                |                                    | 1980 ID-Nr. 80003836 | Nordwestlich von Springville an der Poplar Grove Road 36° 15′ 42″ N, 88° 9′ 43″ W | Springville |              |
| 5     | E.K. Jernigan House                 |                                    | 1988 ID-Nr. 88001429 | 207 Dunlap Street 36° 18′ 5″ N, 88° 19′ 23″ W | Paris       |              |
| 6     | Thomas P. Jernigan House            |                                    | 1988 ID-Nr. 88001430 | 918 Dunlap Street 36° 17′ 27″ N, 88° 19′ 34″ W | Paris       |              |
| 7     | Robert E. Lee School                | Robert E. Lee School               | 1988 ID-Nr. 88001426 | 402 Lee Street 36° 18′ 21″ N, 88° 19′ 48″ W | Paris       |              |
| 8     | Mt. Zion Church and Cemetery        | Mt. Zion Church and Cemetery       | 1974 ID-Nr. 74001916 | Nordöstlich von Elkhorn am Ufer des Tennessee River 36° 22′ 18″ N, 88° 2′ 31″ W | Elkhorn     |              |
| 9     | North Poplar Historic District      |                                    | 1988 ID-Nr. 88001428 | Entlang der North Poplar Street und der East Church Street 36° 18′ 25″ N, 88° 19′ 30″ W | Paris       |              |
| 10    | Obion Mounds                        |                                    | 1973 ID-Nr. 73001790 | Rund 10 km südwestlich von Puryear 36° 24′ 19,9″ N, 88° 22′ 56,6″ W | Puryear     |              |
| 11    | Paris Commercial Historic District  | Paris Commercial Historic District | 1988 ID-Nr. 88001424 | Abgegrenzt durch East Wood Street, West Wood Street, West Washington Street, North Poplar Street, South Poplar Street, North Market Street, South Market Street, Fentress Street und West Blythe Street 36° 18′ 10″ N, 88° 19′ 33″ W | Paris       |              |
| 12    | Porter House                        | Porter House                       | 1973 ID-Nr. 73001789 | 407 South Dunlap Street 36° 17′ 56″ N, 88° 19′ 23″ W | Paris       |              |
| 13    | Judge John C. Sweeney House         |                                    | 1988 ID-Nr. 88001427 | 1212 Chickasaw Road 36° 18′ 32″ N, 88° 18′ 11″ W | Paris       |              |
| 14    | West Paris Historic District        | West Paris Historic District       | 1988 ID-Nr. 88001432 | Abgegrenzt durch West Washington Street, North College Street und Hudson Street 36° 18′ 14″ N, 88° 19′ 50″ W | Paris       |              |
| 15    | Charles M. White House              |                                    | 1988 ID-Nr. 88001425 | 403 Whitehall Circle 36° 17′ 38″ N, 88° 19′ 3″ W | Paris       |              |